# María Antònia Canals
María Antònia Canals i Tolosa (Barcelona, 15 de noviembre de 1930-29 de abril de 2022) fue una matemática española que  desarrolló la Matemática recreativa y su campo lúdico, que sirvieron de base al "Proyecto Canals". Canals partía de la experimentación para llegar al pensamiento abstracto. Fue condecorada con la Creu de Sant Jordi (2006) y la Medalla de Honor de la Ciudad de Barcelona (2009).

## Biografía
Concluyó sus estudios de magisterio por libre en la Escuela Normal de Tarragona en 1950 y tres años después la licenciatura de Ciencias Exactas en la Universidad de Barcelona. Trabajo como bailarina de ballet profesional, pero se fracturo la pierna lastimósamente por lo que tuvo que despedirse del mundo de ballet y darle una oportunidad a las matemáticas.  Inició su trabajo en el Liceo Francés y en la Escuela Talitha, donde puso en práctica, entre 1956 y 1962, una método de renovación pedagógica en la educación infantil, siguiendo el método de María Montessori. Como parte de esa tarea se dedicó a la construcción de todo el material necesario en el campo de los ‘juegos matemáticos’. Luego incorpora a autores como Piaget y Zoltán Pál Dienes, del ámbito específico de la enseñanza de las matemáticas.   En octubre de 1962 fundó la escuela "Ton i Guida", trabajando en una zona de Barcelona, con una necesidad de mayor compromiso, con alumnos inmigrantes y con muy malas condiciones de vida. 

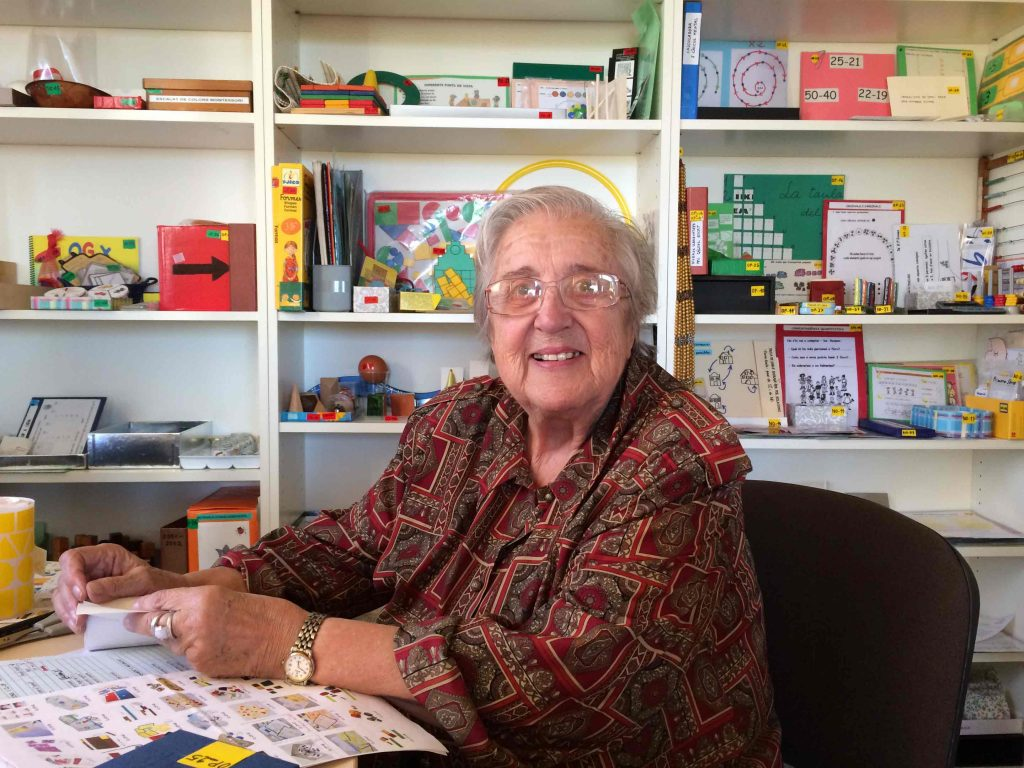

La escuela pasó momentos difíciles, sobre todo para financiarse, pero entre 1972 y 1975 contó con más de 400 alumnos y se consideraba modelo de escuela. También fue creadora y parte de diversos grupos de maestros y profesores, por ejemplo el grupo de docentes «Perímetre». 
En 1965 fue cofundadora con Marta Mata, Pere Darder, María Teresa Codina y otros de la Asociación de maestros Rosa Sensat.
El 30 de septiembre de 2001 se jubiló pero continuó con su tarea docente. Fue nombrada profesora emérita de la Universidad de Gerona y continuó en actividad, dirigiendo el Gabinet de Materials i de Recerca per a la Matemàtica a l'Escola (Gamar) que funciona en la biblioteca de la Universidad como un espacio de reflexión, experimentación y divulgación en torno a la enseñanza de las matemáticas en la escuela, en las etapas infantil, primaria y primer ciclo de secundaria. En 2014 creó el Centro de Actividades y de Ámbito de Reflexión para la Educación Matemática (CAÀREM) de la Asociación de maestros Rosa Sensat.
En 2021 se creó la cátedra de Didáctica de las Matemáticas Maria Antònia Canals gracias a un convenio conjunto de la Universidad de Gerona, el Departamento de Educación y el Ayuntamiento de Barcelona.
Hasta cerca de los 90 años se mantuvo activa recibiendo a grupos de maestros en el Gamar. Murió a los 91 años.

## El proyecto Canals
Es un proyecto de la RED Descartes. En este proyecto se intenta "digitalizar" la gran cantidad de material manipulativo que María Antònia Canals creó. Se pone énfasis en el uso de las Tecnologías de la información y la comunicación (TIC) y como incluir en ella los materiales didácticos.

## Publicaciones
- Educación matemática, FESPM, 2009
- Vivir las Matemáticas, Octaedro, 2007
- Colección Los dossiers de Maria Antònia Canals[12]
  - Primeros números y primeras operaciones
  - El trabajo de las fracciones
  - Estadística, combinatoria y probabilidad
  - Lógica a todas las edades
  - Superficies, volúmenes y líneas
  - Transformaciones geométricas
  - Problemas y más problemas
  - Medidas y geometría
  - Números y operaciones II
  - Las regletas
  - Los libros divermat

## Reconocimientos

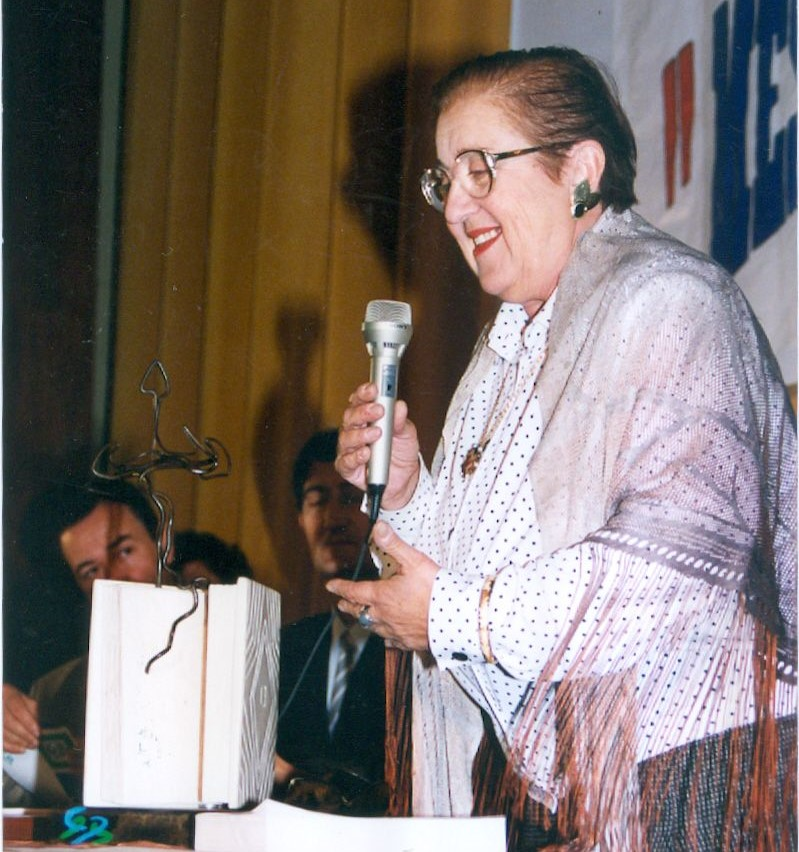
Premio Mestres 68 (1994)

- Medalla al Mèrit al Treball (1986)

- Premio Mestres 68 (1994)
- Insígnia de Oro de la Universidad de Vic (2000)
- Premio Jaume Vicens Vives a la docencia universitaria de la Generalidad de Cataluña
- La Cruz de San Jorge (2006)
- Medalla de Honor de la Ciudad de Barcelona (2009)[10]
- Tabla Periódica de las Científicas.[13]